# Richard Wright (voetballer)
Richard Wright (Ipswich, 5 november 1977) is een Engels voormalig voetbaldoelman die vooral bekend werd als sluitstuk van Ipswich Town eind jaren negentig. Hij zette in 2016 een punt achter zijn loopbaan als reservekeeper van Manchester City. Wright debuteerde in 2000 in het Engels voetbalelftal.

## Clubcarrière
Wright speelde clubvoetbal in Engeland voor onder meer Ipswich Town en Arsenal, waarbij hij in bijna 70% van de competitiewedstrijden die hij speelde in zijn carrière uitkwam voor Ipswich. Wright was namens Ipswich de speler met wie de Belgische Aston Villa-aanvaller Luc Nilis zwaar in botsing kwam op speeldag vier van het seizoen 2000/01. Nilis liep een dubbele open beenbreuk op waarvan hij niet meer herstelde. Met Arsenal won hij in het seizoen 2001/02 zowel de landstitel als de FA Cup.

## Interlandcarrière
Wright speelde twee keer voor de nationale ploeg van Engeland in de periode 2000-2001. Onder leiding van bondscoach Kevin Keegan maakte hij zijn debuut op 3 juni 2000 in de vriendschappelijke uitwedstrijd tegen Malta, die met 2-1 werd gewonnen dankzij doelpunten van Martin Keown en Emile Heskey. Wright maakte in dat duel een eigen doelpunt in de 28ste minuut. Hij nam met Engeland deel aan Euro 2000.
Zijn tweede en laatste interland speelde Wright op woensdag 15 augustus 2001 in Londen tegen Nederland. Hij verving in de 48ste minuut de geblesseerde David James in dat oefenduel, nadat die op zijn beurt Nigel Martyn was komen aflossen in de rust. Nederland won de wedstrijd met 2-0 door treffers van Mark van Bommel en Ruud van Nistelrooij.

## Erelijst
| Kampioen Premier League | 1x | 2001/02 |
| FA Cup                  | 1x | 2001/02 |